# Ріпецький Олександр Теодорович
Олекса́ндр Ріпе́цький  (1888–1929) — український галицький адвокат, культурний, кооперативний і політичний діяч. Батько — отець Теодор Ріпецький, брати: Всеволод, Мирослав, Степан Ріпецькі. У 1918—19 р. заступник повітового комісара ЗУНР у Самборі. В 1920-х роках у Сокалі, де був головою філії Повітового Союзу Кооператив, «Просвіти» Повітового Союзу Кооператив, повітового комітету УНДО (1925–1927) та ін.